# Dichromodes carbonata
Dichromodes carbonata là một loài bướm đêm trong họ Geometridae.